# Emma Bull
Emma Bull (ur. 3 stycznia 1954 w Torrance, Kalifornia) – amerykańska pisarka fantasy, pionierka gatunku urban fantasy.

## Życiorys
Ukończyła literaturę angielską w Beloit College w Wisconsin. Następnie pracowała jako dziennikarka w Minneapolis. Obecnie mieszka w Tucson w Arizonie z mężem, również pisarzem Willem Shetterly.
Uczestniczyła, jako instruktor, w warsztatach Clarion West. Wraz z mężem stworzyła uniwersum „Liavek”, o którym wydała kilka antologii. Pisze także eseje na temat fantastyki.
Była także muzykiem - grała na gitarze i śpiewała w goth-folkowym duecie „Flash Girls”, była także członkiem zespołu grającego psychodeliczny folk-jazz „Cats Laughing”.

## Twórczość (powieści)
- Wojna o dąb(inne języki) (War for the Oaks, 1987, wyd. pol. Wydawnictwo Mag, 2003) – Nagroda Locusa, nominacja do Nagrody Mythopoeic
- Falcon (1989)
- Bone Dance (1991) – nominacje do Hugo, Nebuli, World Fantasy i Nagrody im. Philipa K. Dicka)
- Finder (1994)
- The Princess and the Lord of Night (1994)
- Freedom and Necessity (1997, z Stevenem Brustem)
- Territory (2007)